# ヤブマメ属
ヤブマメ属（藪豆属・薮豆属、学名：Amphicarpaea）はマメ亜科インゲンマメ連ダイズ亜連に含まれる属の一つである。主に北アメリカ及び東ユーラシア大陸に生息する顕花植物である。近縁種として大豆及びTeramnus（中国語: 鈎豆属）等が挙げられる。
また、ヤブマメ属は形態的にShuteria（中国語: 宿苞豆 属）に近いとされていたが、分子系統解析によると系統上全く離れていることが明らかとなっている。一方、外部形態での区別が困難であったものの、花粉形態では発芽溝の発達程度に明瞭な違いがあるとされている。

## 分類
元々ヤブマメ属は、アフリカのA. africana、アメリカのA. bracteata及びアジアのA. edgeworthii、A. ferruginea、A. lineataに分類され、4-5種によって構成されるとされていたが、大橋広好らの花粉形態についての研究により、A. africana Hook.f.) HarmsはShuteriaに属すること、またA. lineata Chun & T. C. ChenはShuteria hirsuta Bakerと同種であることが明らかになった。
さらに、同氏らの研究の分子系統解析の結果により、A. africana  (Hook.f.) Harms は花粉形態と分子系統の矛盾を解決するため、新属Afroamphicaに整理され、Afroamphica africana (Hook.f.) H. Ohashi & K. Ohashiと命名された。同様にS. hirsutaがShuteria（S. vestita）とグレードが離れ、Cologaniaと近縁であるとことが判明されたが、花・豆果・染色体数の差異や地理的分布の隔離により、新属Harashuteriaに整理され、S. hirsutaはHarashuteria hirsuta K. Ohashi & H. Ohashiと名称が変更された。
現在、ヤブマメ属は以下の3種によって構成されている。
- ホッグピーナッツ A. bracteata (L.) Fernald – 東北アメリカに分布[5]
- ヤブマメ A. edgeworthii Benth. - 東アジア・東南アジア（中国・インド・日本・韓国・ロシア・ベトナム）に分布[6][7]
- A. ferruginea（中国名: 繡毛兩型豆）- アジア - [1]